# 서광 (동진)
서광(徐廣, 352년 ~ 425년)은 중국 동진과 유송의 관료, 학자로 자는 야민(野民)이며 동완 고막(東莞 姑幕, 현재의 장쑤성 창저우 시) 출신이다.

## 생애
어린 시절부터 학문에 능통했다. 377년 사현(謝玄)이 연주 자사로 임명되면서 사현의 종사(從事)로 일했다. 학문에 능통한 점을 인정받아 효무제로부터 비서감(秘書監)으로 임명되었고 나중에 낙성후(樂成侯) 칭호를 받게 된다.
405년에는 《차복의주》(車服儀注)를 제정하면서 진군자의참군(鎭軍諮議參軍)으로 임명되었고 기실(記室)을 겸했다. 낙성현 오등후(樂城縣 五等侯) 칭호를 받으면서 원외산기상시(員外散騎常侍), 저작랑(著作郎)을 겸했다.
406년에는 안제로부터 국사를 편찬하라는 명령을 받았고 416년에는 《진기》(晋紀) 46권을 완성했다. 420년 유유(劉裕)가 유송을 건국하면서 노령을 이유로 퇴직하고 귀향했다.

## 참고 문헌
- 《진서》(晋書) 권(卷)82 열전(列傳) 제(第)52
- 《송서》(宋書) 권(卷)55 열전(列傳) 제(第)15
- 《남사》(南史) 권(卷)33 열전(列傳) 제(第)23